# Чернятино (Приморский край)
Черня́тино — село в Октябрьском районе Приморского края. Входит в состав Покровского сельского поселения.

## География
Село Чернятино стоит на левом берегу реки Раздольная, в 15 км выше районного центра села Покровка и в 10 км выше села Синельниково-1.
От Покровки на запад через село Чернятино идёт автодорога к селу Новогеоргиевка.

## Население
| 1926 | 2002 | 2010 |
| ---- | ---- | ---- |
| 171  | ↗983 | ↘961 |

## Улицы
| - ул. Береговая, - ул. Зелёная, - ул. Новосёлов, | - ул. Подгорная, - ул. Центральная, - ул. Школьная. |

## Экономика
Сельскохозяйственные предприятия Октябрьского района.

## Известные уроженцы
- Белаковский, Марк Самуилович (род. 1947) — советский и российский космический врач.